# Richard Rössler (Mediziner)
Richard Rössler (* 7. Juni 1897 in Ebensee, Österreich-Ungarn; † 4. Mai 1945 in Wien) war ein österreichischer Arzt und Pharmakologe. Über sein Leben und seine Forschung haben sein Nachfolger am Pharmakologischen Institut der Universität Wien Franz Theodor von Brücke, sein übernächster Nachfolger Otto Kraupp und der Chemiehistoriker Rudolf Werner Soukup (* 1953) geschrieben.

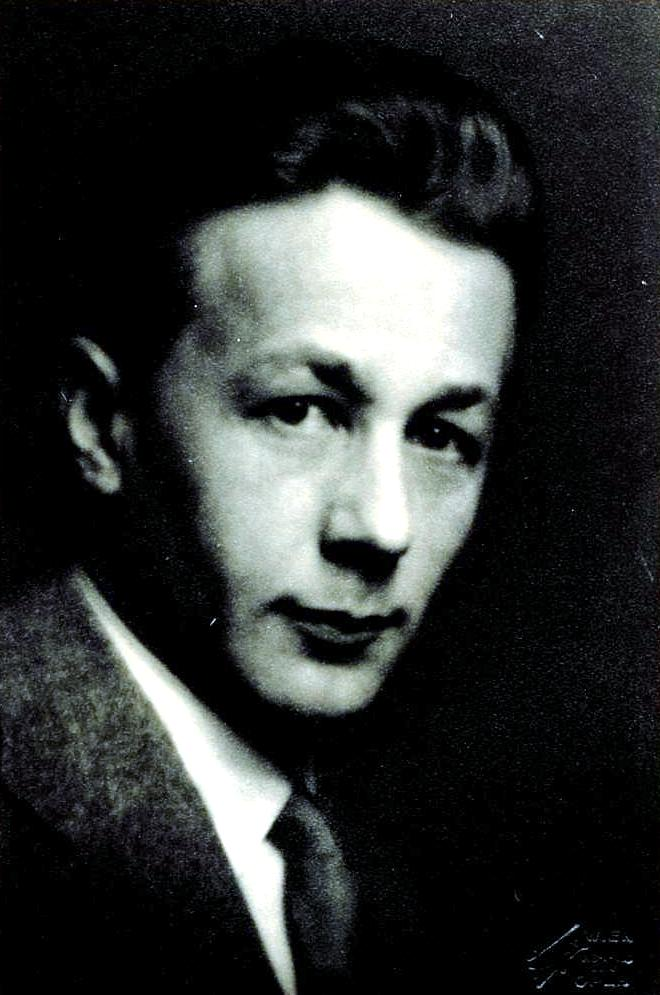
Richard Rössler

## Leben
Rössler war Sohn des praktischen Arztes Anton Rössler und dessen Ehefrau Alexandrine geb. von Stadler. Nach der Matura in Gmunden begann er in Innsbruck sein – vom Kriegsdienst im Ersten Weltkrieg unterbrochenes – Studium der Medizin. 1922 wurde er zum Dr. med. promoviert. Nach Arbeiten bei Gustav Bayer (1879–1938) am Pathologischen Institut der Universität Innsbruck, Wolfgang Josef Pauli (1869–1955) am Institut für Kolloidchemie der Universität Wien und Otto Loewi am Pharmakologischen Institut der Universität Graz wurde er 1924 Assistent bei Ernst Peter Pick am Wiener Pharmakologischen Institut. In die folgenden Jahre fielen Forschungsaufenthalte in England, unter anderem bei dem Physiologen Gleb von Anrep (1891–1955) in Cambridge, und in Freiburg im Breisgau bei dem Physiologen Hermann Rein. 1931 habilitierte er sich für Pharmakologie, Toxikologie und Arzneiverordnungslehre. 1934 wurde er außerordentlicher Professor. Nach der Entlassung von Pick als Nichtarier 1938 wurde Rössler mit Unterstützung Picks zu dessen Nachfolger und Institutsdirektor ernannt. Ab Juli 1944 arbeitete er mit dem SS-Arzt Hermann Druckrey zusammen, der eine pharmakologisch-toxikologische Forschungsstelle am Polizeikrankenhaus in Wien leitete. Über seinen Tod am 4. Mai 1945 – Mitte April hatte die Rote Armee Wien erobert – schreibt von Brücke: „Wenige Tage vorher war er noch mit einer tödlichen Kopfverletzung bis zu seinem Institut gekommen, ... und so chaotisch waren die damaligen Zeiten, daß es bis heute nicht feststeht, ob er einem Unfall zum Opfer gefallen ist oder ob die Verletzung von fremder Hand stammt.“ Man hat auch Selbstmord vermutet. Am 24. August wurde Rössler auf dem Hütteldorfer Friedhof bestattet.

## Forschung
Angeregt von Anrep und Rein, beschäftigte sich Rössler vorwiegend mit der Pharmakologie des Blutkreislaufs. Geschickter Operateur, bediente er sich oft des „Herz-Lungen-Präparats“, bei dem im Tierexperiment bei erhaltenem Lungenkreislauf der Körperkreislauf durch ein Röhrensystem ersetzt wird. Mit diesem Präparat, danach auch bei Tieren mit intaktem Blutkreislauf untersuchte er das antidiuretische Hormon der Neurohypophyse. Als vasokonstriktorischer Stoff sollte es, wie der Alternativname „Vasopressin“ besagt, den Blutdruck steigern. Nach hohen Dosen kam es aber durch starke Verengerung der Herzkranzgefäße zu Herzinsuffizienz und damit mindestens vorübergehend zu Blutdrucksenkung. Ebenfalls am Herz-Lungen-Präparat untersuchte er die Kreislaufwirkung der Methylxanthine Coffein, Theophyllin und Theobromin. Er erkannte, dass der Herzbeutel die gesunde wie eine krankhaft gestörte Pumpleistung des Herzens beeinflusst. Einerseits verhindert er eine Überdehnung, andererseits begrenzt er die nach dem Frank-Starling-Mechanismus durch eine Vergrößerung zu erzielende Leistungsreserve. Die Publikationen zum Herzbeutel wurden im damals maßgeblichen Pharmakologie-Lehrbuch von Hans Horst Meyer und Ernst Peter Pick – Meyer war der Vorgänger Picks im Wiener Institut – ausführlich besprochen und werden bis heute beachtet. Generell ist Rössler im „Meyer-Pick“ einer der meistzitierten Autoren.
Seine folgenreichste Arbeit stammte aus der Forschung des Wiener Instituts über Sympathomimetika aus der Gruppe der Catecholamine. Die Substanzen wurden von der Firma C. H. Boehringer Sohn in Ingelheim am Rhein synthetisiert und in Wien pharmakologisch geprüft. 1937 kam die Idee auf, Catecholamine durch größere Substituenten an der Aminogruppe unter Beibehaltung ihrer Hemmwirkung auf die glatte Muskulatur weniger kreislaufwirksam zu machen. Damit könnte ein brauchbarer Hemmstoff für die glatte Muskulatur der Atemwege, also ein Bronchospasmolytikum gefunden werden. Rössler sollte diese Forschungsrichtung leiten und der fünfzehn Jahre jüngere Heribert Konzett mitarbeiten. Zunächst entwickelten die beiden eine tierexperimentelle Methode, den Atemwegswiderstand zu messen, die später so genannte „Konzett-Rössler-Methode“. Die Tests der Boehringer-Substanzen führten dann zum Isoprenalin, das längere Zeit das beste Mittel zur Unterbrechung eines Asthmaanfalls war und bei der Unterteilung der Adrenozeptoren in die beiden großen Gruppen α-Adrenozeptoren und β-Adrenozeptoren half. Es nimmt damit in der Geschichte der Catecholaminforschung einen prominenten Platz ein. Rössler überließ die Publikation der Entdeckung Konzett als einzigem Autor. Die Beschreibung der „Konzett-Rössler-Methode“ wurde die nach dem Science Citation Index zweithäufigstzitierte Publikation der Zeitschrift „Naunyn-Schmiedeberg's Archives of Pharmacology“ (von 1945 bis 1990 734-mal zitiert).

## Stellung zum Nationalsozialismus
Rössler dachte deutschnational. Der Aussage von Brückes, er sei, obwohl stets großdeutsch eingestellt, „nie den aggressiven Ideologien des Nationalsozialismus verfallen“, steht seine Mitgliedschaft in der NSDAP gegenüber und die Notiz in seinem Gau-Akt, er habe „während der Illegalität weltanschaulich auf dem Boden des Nationalsozialismus“ gestanden und „seine antisemitische Einstellung immer erkennen lassen“. Seine Lehrer Bayer, Pauli, Loewi und Ernst Peter Pick waren Juden, ebenso viele Assistenten am Pharmakologischen Institut, darunter Hans Molitor und David Lehr (1910–2010).
Nach Molitor, der 1932 in die USA emigrierte, hat Rößler Pick 1938 unter großem persönlichem Risiko geholfen, Österreich zu verlassen und sein Eigentum mitzunehmen. Ausführlich berichtet Lehr, der 1938 emigrierte und später ein Buch über Österreich in den 1930er Jahren schrieb. Rössler sei ein treues Mitglied der pangermanistischen Deutschnationalen Volkspartei gewesen und habe deren Antisemitismus geteilt. Andererseits sei er ihm ein väterlicher Freund gewesen. Ihre Diskussionen über Juden und Antisemitismus hätten meist mit Rösslers Feststellung geendet, er, Lehr, sei eben eine Ausnahme von der Regel. „Von jüdischen Freunden wusste ich, dass deren arische Bekannte ähnlich sprachen. Es muss demnach in Wien eine große Zahl exzeptioneller Juden gegeben haben.“ Am 12. März 1938, dem Tag von Hitlers Ankunft im österreichischen Linz, habe Rössler gesagt: „Ich habe Angst, vor meinen verehrten Lehrer Professor Pick zu treten und ihm zu sagen, dass er entlassen ist und ich sein Nachfolger bin. Wie in aller Welt soll ich das tun? Wie ihm mitteilen, dass er nach einem Leben der Führung und Fürsorge für jeden Mitarbeiter sein eigenes Institut und andere Universitätsgebäude nicht mehr betreten darf?“

## Anerkennung der Forschung
1934 erhielt Rössler für seine Herz-Kreislauf-Forschung den Ignaz-Lieben-Preis. 1941 wurde er zum korrespondierenden Mitglied der Österreichischen Akademie der Wissenschaften gewählt.